# Cabinet Office (Neuseeland)
Das Cabinet Office in Neuseeland ist als Sekretariat der Regierung seit 1990 ein Teil des Department of the Prime Minister and Cabinet (DPMC).

## Aufgaben
Anders als im Vereinigten Königreich, in dem das Cabinet Office eher ähnliche Aufgaben und Machtbefugnis hat wie das neuseeländische Department of the Prime Minister and Cabinet, unterstützt und bereitet das Cabinet Office in Neuseeland die Entscheidungsprozesse der Regierung vor.
Auf Basis des sogenannten Cabinet Manual, einem Handbuch für verbindliches Regierungshandeln und seinen Entscheidungsprozessen, unterstützt das Cabinet Office
- den Prime Minister,
- das Cabinet (Kabinett) und seine Minister,
- den Governor-General,
- die jeweiligen Cabinet Committees (Kabinett-Komitee),
- und den Executive Council (Exekutivrat).

Eine weitere Aufgabe des Cabinet Office liegt in der Unterstützung und Verwaltung des New Zealand Royal Honours Systems mit seinen jährlich zahlreichen Ehrungen. Auch stellt das Büro eine wichtige Kommunikationsschnittstelle zwischen der Regierung und dem Generalgouverneur dar.